# Big Bear Lake (jezioro)
Big Bear Lake – sztuczne jezioro w górach San Bernardino w hrabstwie San Bernardino, w Kalifornii w USA.

## Historia
Zapora Big Bear Lake powstała w XIX wieku w celu gromadzenia wody do nawadniania upraw okolicznej społeczności rolniczej.
Pierwsza zapora piętrząca wody Big Bear Lake została zbudowana w latach 1883–1884; miała wysokość ok. 18 metrów (60 stóp) i długość ok. 90 m (300 stóp). Powstało jezioro, które było w tym czasie największym sztucznym jeziorem na świecie.
W roku 1911 zbudowano większą zaporę, wyższą o ok. 6 metrów (20 stóp), dzięki czemu potrojono objętość gromadzonej wody. Tama z 1911 roku została w 1988 roku wzmocniona tak, by spełniała wymogi odporności na trzęsienia ziemi. Ma wysokość ok. 24 metrów (80 stóp) i długość ok. 110 m (360 stóp).

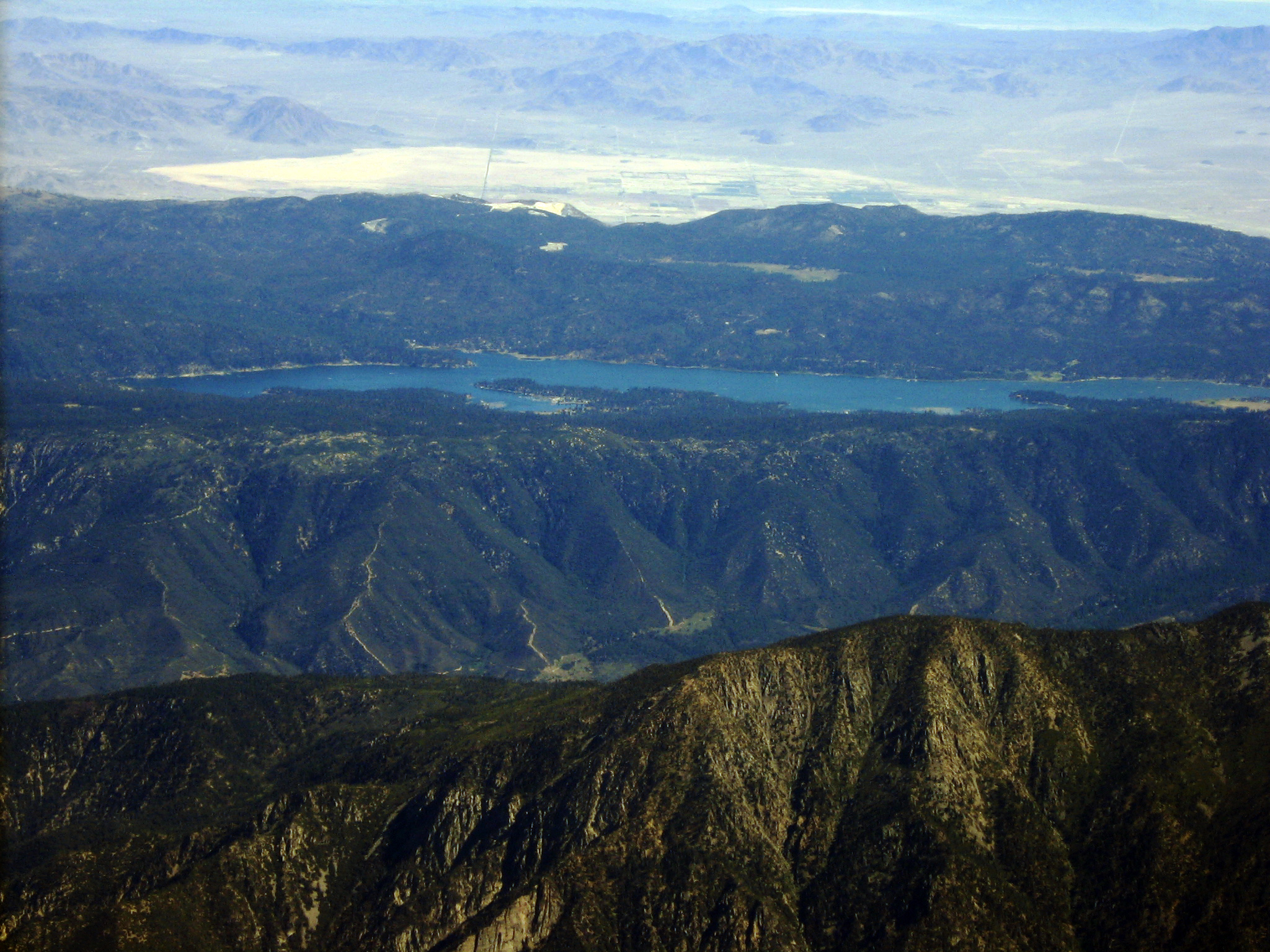
Big Bear Lake w górach San Bernardino oraz Lucerne Dry Lake widoczne w tle, na pustyni Mojave. Widok z samolotu podchodzącego do lądowania w Los Angeles.

## Klimat
Według dostępnych danych pogodowych najcieplejszym miesiącem w Big Bear Lake jest lipiec ze średnią dobową temperaturą 17,8 °C. Najzimniejszym miesiącem jest styczeń ze średnią dobową temperaturą 0,9 °C. Ujemne temperatury notowano w każdym miesiącu roku. W okresie objętym dostępnymi danymi najwyższa temperatura wyniosła 34,4 °C, podczas gdy najniższa –31,7 °C. Najwięcej opadów atmosferycznych notuje się w styczniu, a najmniej w czerwcu.
| Miesiąc                              | Sty   | Lut   | Mar   | Kwi   | Maj  | Cze  | Lip  | Sie  | Wrz  | Paź   | Lis   | Gru   | Roczna |
| ------------------------------------ | ----- | ----- | ----- | ----- | ---- | ---- | ---- | ---- | ---- | ----- | ----- | ----- | ------ |
| Rekordy maksymalnej temperatury [°C] | 21,7  | 22,2  | 26,7  | 27,8  | 30,6 | 33,3 | 34,4 | 33,3 | 30,6 | 29,4  | 23,3  | 21,1  | 34,4   |
| Średnie temperatury w dzień [°C]     | 8,5   | 8,8   | 10,7  | 14,1  | 19,3 | 24,2 | 27,2 | 26,4 | 23,2 | 18,3  | 12,4  | 8,6   | 16,8   |
| Średnie dobowe temperatury [°C]      | 0,9   | 1,6   | 3,1   | 5,9   | 10,4 | 14,6 | 17,8 | 17,3 | 14,0 | 9,3   | 4,3   | 1,1   | 8,3    |
| Średnie temperatury w nocy [°C]      | -6,6  | -5,7  | -4,4  | -2,2  | 1,4  | 4,9  | 8,6  | 8,3  | 4,8  | 0,2   | -3,7  | -6,4  | −0,1   |
| Rekordy minimalnej temperatury [°C]  | -31,7 | -23,3 | -22,2 | -16,1 | -7,8 | -5,6 | -2,2 | -1,7 | -7,2 | -12,2 | -26,1 | -25,6 | −31,7  |
| Opady [mm]                           | 118   | 105   | 80    | 33    | 12   | 4    | 18   | 24   | 14   | 21    | 51    | 82    | 561    |
| Opady śniegu [cm]                    | 38,4  | 37,3  | 33,8  | 8,1   | 1,5  | 0    | 0    | 0    | 0    | 1,8   | 14,5  | 22,9  | 158,2  |
| Średnia liczba dni z opadami         | 6     | 6     | 6     | 4     | 2    | 1    | 3    | 3    | 2    | 3     | 4     | 5     | 45     |
| Źródło: Weatherbase 15.03.2015       |       |       |       |       |      |      |      |      |      |       |       |       |        |